# Gojō
Gojo (五條市 -shi) é uma cidade japonesa localizada na província de Nara.
Em 2011 a cidade tinha uma população estimada em 35 380 habitantes e uma densidade populacional de 121,17 h/km². Tem uma área total de 291,98 km².
Recebeu o estatuto de cidade a 15 de Outubro de 1957.